# (12040) Jacobi
(12040) Jacobi (1997 EK8) – planetoida z pasa głównego asteroid okrążająca Słońce w ciągu 3,77 lat w średniej odległości 2,42 j.a. Odkryta 8 marca 1997 roku.